# Осада Теребовли

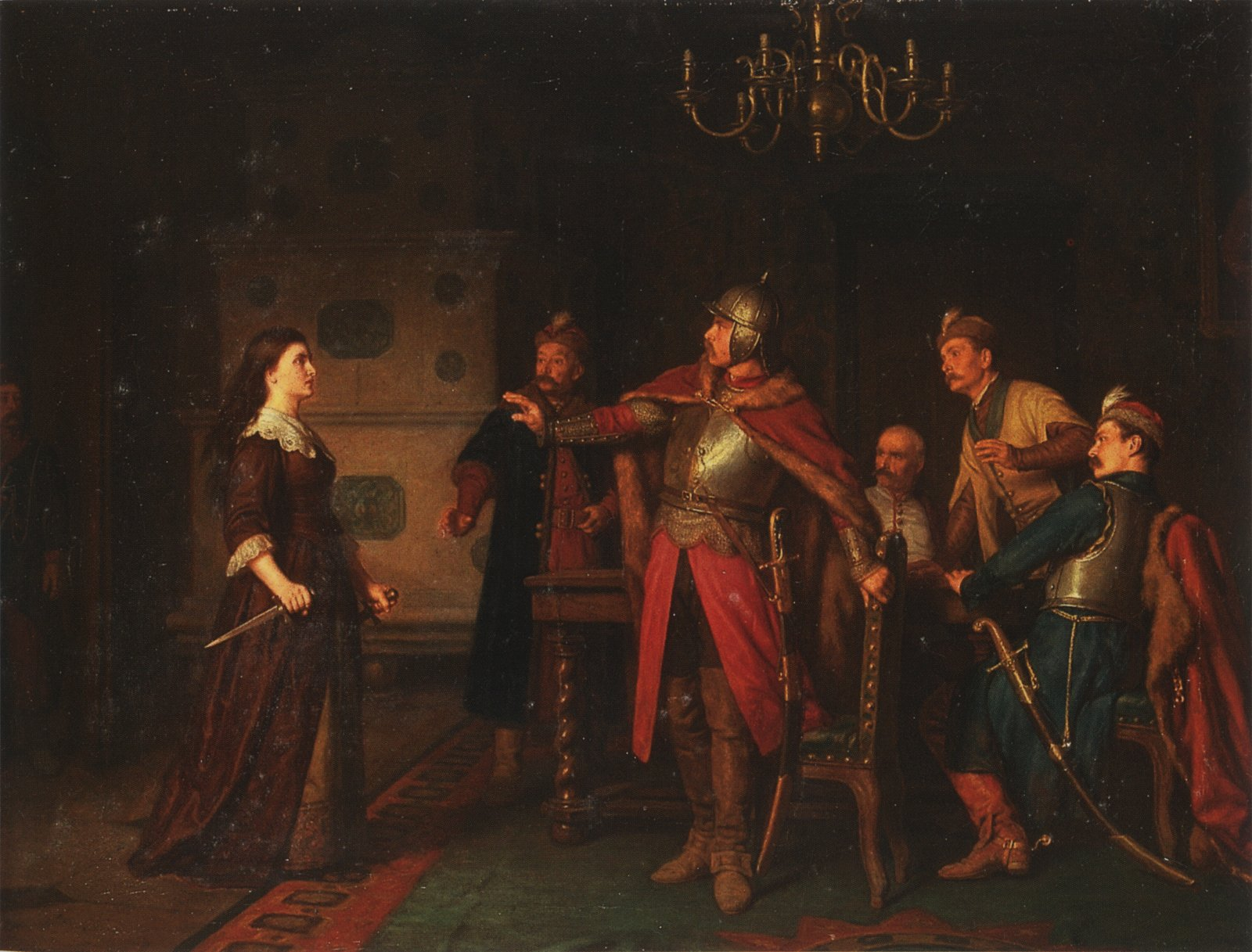
Анна Дорота Хжановская во время осады Теребовли. 1675 г.

Осада Теребовли — эпизод польско-турецкой войны 1672—1676 годов. Осада объединёнными войсками Османской империи во главе с турецким военачальником Ибрагимом Шишман-пашой и татарскими отрядами города-замка Терембовли (после 1944 года — Теребовля), продолжавшееся с 20 сентября до 11 октября 1675 года (по другим данным, с 11 до 24 сентября 1675 года).

## Предыстория
В мае 1675 года султан Мехмед IV приказал турецкому полководцу, своему зятю Ибрагиму Шишман-паше во главе 60-тысячной армии отправиться походом на Украину. В течение лета Шишман-паша взял Рашков и Могилёв (ныне г. Могилёв-Подольский), а затем двинул войска на Киев.
Мужественное сопротивление турецко-татарским захватчикам оказали жители населённых пунктов Маничин, Красилов, Ожиговцы, Волочиск, Вишневчик, Скалат, Микулинцы, Збараж, Будзан, Янов и др.
Некоторые татарские отряды были разгромлены отрядами казачества и коронного войска польского под Лешнивом, Щуровичами, Дубно, между Немировом и Брацлавом, под Кутковцами, Дунаевцами и на Поднепровье. Учитывая сопротивление, Ибрагим Шишман-паша отказался атаковать Львов и в сентябре захватил города Збараж и Подгайцы, а затем с 10-тысячной армией подошёл и начал осаду Терембовляского замка, построенного в XIV в. на высоком берегу над рекой Гнезной.

## Осада замка
Гарнизон замка состоял из 80 жолнеров, небольшого количества окрестной шляхты и около 200 крестьян и мещан города и окрестностей. Обороной командовал капитан Ян Самуэль Хжановский. Гарнизон, воодушевляемый отважной женой капитана Анной Доротой, оказал туркам упорное сопротивление и под непрерывным артиллерийским огнём отразил все приступы турецкой армии. Крепостные стены во многих местах были разрушены осадными орудиями турок, в замке не хватало провизии и амуниции, поэтому Ян Хжановский решил было сдать замок, но его жена Анна Дорота с оружием в руках лично встала на стены замка для защиты от противника. Своим мужественным поведением она не дала мужу и остаткам гарнизона сдать замок. Твердыня выстояла.
В это время король Ян III Собеский сосредоточил вблизи Львова свои силы. Учитывая нависшую над турецкой армией угрозу и опасаясь столкновения с королём, Ибрагим Шишман-паша снял осаду замка и отступил за Днестр, в Молдавское княжество.

## Память

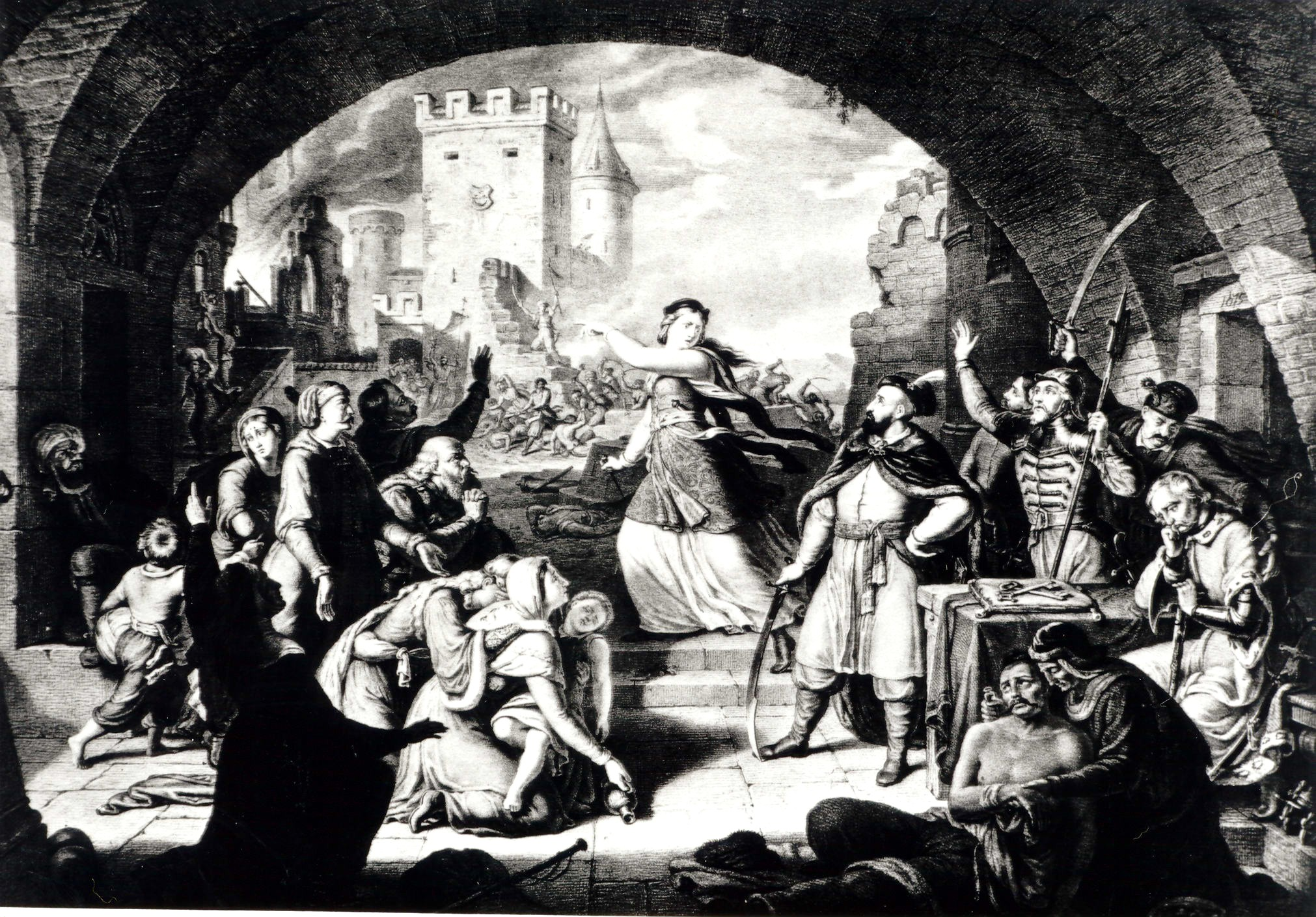
Анна Дорота Хжановская на фоне боя при осаде Теребовли. 1675 г.

Жители города королевским указом были освобождены от налогов.
Осада замка оказала большое впечатление на польский народ. Сюжеты обороны Теребовли изображены на многих живописный полотнах, созданы другие художественные произведения, отражающие подвиг его защитников. Отважной Анне Дороте Хжановской близ замка был поставлен памятник, позже разрушенный, но в 1900 вновь восстановленный.